# M pour Montréal
 (juin 2015).
Si vous disposez d'ouvrages ou d'articles de référence ou si vous connaissez des sites web de qualité traitant du thème abordé ici, merci de compléter l'article en donnant les références utiles à sa vérifiabilité et en les liant à la section « Notes et références ».
 (février 2020).
Améliorez-le ou discutez des points à vérifier. 
M pour Montréal est un événement musical annuel de quatre jours consacré à la musique rock, comprenant un volet festival et un volet conférences et ateliers. Il se déroule dans plusieurs salles à Montréal, et a habituellement lieu lors du troisième week-end du mois de novembre. 

## Description
Fondé en 2006 par Sébastien Nasra (en) et le programmateur anglais Martin Elbourne (en) M pour Montréal est une OBNL dont l'objectif est d’aider les artistes émergents à lancer leur carrière et/ou exporter leur musique à l’extérieur du Québec et du Canada. L’événement est divisé en deux parties : une conférence composée de panels et d’ateliers, et un festival qui, chaque année, met en vitrine près de 100 groupes. Des acheteurs de musique aux journalistes, plus de 200 délégués internationaux assistent à M pour Montréal.
Au fil des ans, M pour Montréal est devenu un événement important de la scène culturelle montréalaise ainsi qu’un tremplin pour l’industrie musicale locale. Parmi les artistes ayant joué à M, on compte entre autres Mac De Marco, Grimes, Patrick Watson, Half Moon Run, Of Monsters and Men, Cœur de Pirate, Blue Hawaii, M83, The Stills, Pierre Lapointe, Foxtrott, A Tribe Called Red.

## M sur la route
M pour Montréal organise plusieurs vitrines d'artistes durant l'année au Canada, mais aussi aux États-Unis et en Europe, toujours en suivant leur jumelage de conférences-festivals. En date de 2023, ils ont promu plus de 50 artistes, principalement lors d'événements tels que The New Colossus, au Royaume-Uni; South by Southwest, aux États-Unis; Le Mama, en France ou encore Reeperbahn, en Allemagne, entre autres.
Au sein de Montréal-même, M programme également divers événements au courant de l'année, s'associant par exemple à l'édition 2014 du festival OUMF en tant que coproducteur. Le festival a aussi collaboré avec Planète Québec et Québec in Hollywood sur des événements en sol américain.

### Édition 2012

Logo 2012-2013

## Accueil critique
Écrivant pour Vice lors de l'édition de 2013, l'équipe de Noisey qualifie M pour Montréal d' «un petit festival excentrique qui a pris de l'ampleur durant les dernières années».
Du côté des médias francais, Marie-Hélène Mello de RFI Musique pointe que «Plus qu’un festival de musique traditionnelle, M pour Montréal est une créature hybride qui étend ses tentacules dans divers quartiers de la ville pour dévoiler un best of de la scène musicale canadienne, en anglais et en français» alors que Gilles Renault, écrivant pour Libération ajoute que «C’est dans ce contexte ultra concurrentiel que M pour Montréal, pourtant arrivé après bien d’autres, est parvenu à se tailler une réputation des plus flatteuses, au beau milieu d’autres concentrations musicales majeures»,.
Luke Holland, écrivant pour The Guardian parle positivement du festival: «Ce que le festival a montré par-dessus tout, c'est la bonne santé de la scène musicale du pays (...). Il se passe beaucoup de choses ici, dans des genres qui ne sont souvent pas associés à la ville». 
Pour sa part, Azzedine Fall de chez Les Inrocks dit du festival que «La deuxième ville du Canada domine la scène musicale mondiale grâce à une activité et une diversité déconcertante. L’effet de mode est passé, l’incroyable vitalité culturelle de la ville perdure. Années après années, tendances après tendances, Montréal continue à distribuer des dizaines d’excitations, incarnées par autant de nouveaux groupes qu’il y a de salles sur le boulevard Saint-Laurent».